# Shorea dealbata
Shorea dealbata là một loài thực vật thuộc họ Dipterocarpaceae. Tên gọi của loài xuất phát từ Latin (dealbatus = tẩy trắng) để chỉ mặt dưới màu nhạt của lá cây. Đây là một cây có tán lớn, cao tới 30 m, có ở các khu rừng kerangas trên vùng đất cát trắng hoặc cao nguyên sa thạch.
Loài này có ở Sumatra, Peninsular Malaysia và Borneo ở đó nó hiện đang bị đe dọa vì mất môi trường sống. Loài này có ở ít nhất một khu bảo tồn là Vườn quốc gia Bako ở Borneo. Gỗ được bán dưới tên thương mại White Meranti.